# Krokantbrood
De term krokantbrood of krokant brood wordt wel gebruikt als verzamelnaam voor zacht brood met een krokante korst. Krokantbrood ontstaat door het brood iets langer te bakken maar kan ook verkregen worden door het brood in te smeren met wat water waaraan zout is toegevoegd. De meeste in de Benelux gangbare broodsoorten vallen niet in de categorie krokantbrood, zoals kadetjes, busbroden als casinobrood of knipbrood en de meeste plaat- en vloerbroden. 
Voorbeelden van krokant brood zijn:
- kaiserbroodje
- Ciabatta
- Stokbrood